# オホーツクはまなす農業協同組合
オホーツクはまなす農業協同組合（オホーツクはまなすのうぎょうきょうどうくみあい、英称：JA Okhotskhamanasu ）は、北海道紋別市に拠点を置く農業協同組合である。略称はJAオホーツクはまなす。

## 概要
2001年（平成13年）3月1日にJA紋別市、JA上渚滑・JA滝上、JA西興部村の4農協が合併し「オホーツクはまなす農業協同組合」が誕生。
主体は酪農で年間生乳販売量は11万トン、年間個体販売取扱頭数は約1万3千頭を誇る。
又、農産物ではオホーツク地域の気候・土壌を生かし、小麦・てん菜を主に作付け。他に紫蘇・スイートコーン・南瓜等も栽培している。
さらに、オホーツクはまなす牛の生産、消費拡大を目指している。

## 販売高
2012年（平成24年）1月末現在
- 生乳：66億76百万円
- 乳牛：7億13百万円
- 肉牛：14億27百万円
- その他家畜：46百万円
- 農産物：3億62百万円
- 合計：92億24百万円

## 主な施設
事務所
- 本所事務所 - 紋別市落石町4丁目8番9号
- 上渚滑支所事務所 - 紋別市上渚滑町4丁目168
- 滝上支所事務所 - 紋別郡滝上町サクルー原野1953
- 西興部支所事務所 - 紋別郡西興部村字西興部55

購買事業
- 生産資材課 - 紋別市落石町4丁目8番9号

給油事業（ホクレンガソリンスタンド）
- 紋別セルフSS - 紋別市落石町4丁目7番11号
- 上渚滑SS - 紋別市上渚滑町4丁目135
- 滝上SS - 紋別郡滝上町栄町
- 西興部SS - 紋別郡西興部村字西興部55番地

自動車・農機整備事業
- 紋別整備工場 - 紋別市元紋別46-1番地
- 滝上整備工場 - 紋別郡滝上町サクルー原野1953番地

キャッシュサービスコーナー
- 本所
- 上渚滑支所
- 滝上支所
- 西興部支所